# Herb Safedu

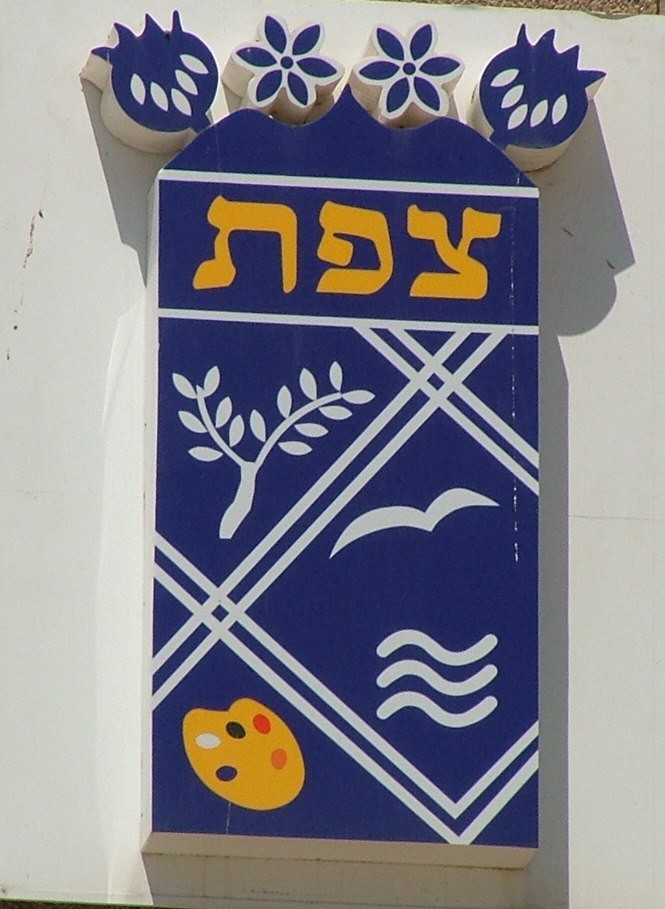
Herb Safedu

Herb Safedu stanowi granatowy prostokąt, który z perspektywy przypomina sefardyjski zwój Tory. Już ten kształt wskazuje na wielowiekowe związanie miasta z judaizmem i żydowskim mistycyzmem skupionym wokół kabały. U samej góry zwoju umieszczono hebrajską nazwę miasta: צפת (Cefat). Symbole występujące poniżej mają głęboką symbolikę. Gałązka oliwna nawiązuje do historii obszaru Safedu, w którym uprawiano gaje oliwne i produkowano wyśmienitą oliwę dostarczaną do Świątyni Jerozolimskiej. Gołąb przelatujący nad falami przypomina, że miasto leży w pobliżu jeziora Tyberiadzkiego. Paleta malarska przypomina, że z Safedu pochodziło wielu malarzy i artystów. Zwieńczenie zwoju Tory przypomina góry, co w sposób symboliczny zwraca uwagę na geografię regionu Górnej Galilei i pobliską górę Meron. Po jej bokach umieszczono owoce granatu, które są symbolem wiary i dobrych uczynków. Symbol granatu jest często wykorzystywany jako ozdoba zwojów Tory.
Hebrajska nazwa miasta Cefat pochodzi od hebrajskiego słowa cefe oznaczającego obserwować. Wskazuje to na wysokie położenie miasta w górach, skąd można obserwować całą okolicę. Istnieje także tłumaczenie, że nazwa Cefat jest skrótem od słów Cicit-Pe’a-Tefilin i prawdopodobnie ma symboliczne znaczenie blasku pobożności objawiającej się przez przestrzeganie zasad judaizmu, m.in. noszenie cicit i tefilin.
Oficjalna flaga miasta jest w kolorze pomarańczowym z czarnym godłem pośrodku. Czasami stosowane są także flagi w kolorach białym, żółtym, niebieskim i zielonym, z granatowym godłem pośrodku. Obecny wygląd herbu został oficjalnie przyjęty przez radę miasta Safed w 1958 roku.